# Euscyrtodes ogatai
Euscyrtodes ogatai är en insektsart som först beskrevs av Tokuichi Shiraki 1930.  Euscyrtodes ogatai ingår i släktet Euscyrtodes och familjen syrsor. Inga underarter finns listade i Catalogue of Life.